# تجمع عشاالله (المحفد)

تعديل مصدري - تعديل

تجمع عشا الله هو أحد التجمعات البدوية في عزلة المحفد بمديرية المحفد التابعة لمحافظة أبين، بلغ تعداد سكانها 37 نسمة حسب تعداد اليمن لعام 2004.